# 楠蒂阿
楠蒂阿（法語：Nantua，法語發音：[nɑ̃tɥa] ⓘ），法国东部城市，奥弗涅-罗讷-阿尔卑斯大区安省的一个市镇，同时也是该省的一个副省会，下辖楠蒂阿区，其市镇面积为12.79平方公里，2022年1月1日时人口数量为3,431人，在法国城市中排名第3,212位。
楠蒂阿位于安省中北部，汝拉山南段的一处山谷之中，因同名湖泊而闻名，是一个区域性的中心城市。

## 地名来源
根据法国历史学家皮埃尔-亨利·比利（Pierre-Henri Billy）的论述，“Nantua”一名最初于公元757年以“Nantoaci”的形式被记载，该名称出自高卢语单词“nanto”或“nantu”，意为“山谷”。
因翻译标准不同，Nantua在部分汉语文献中又被译为南蒂阿。

## 历史

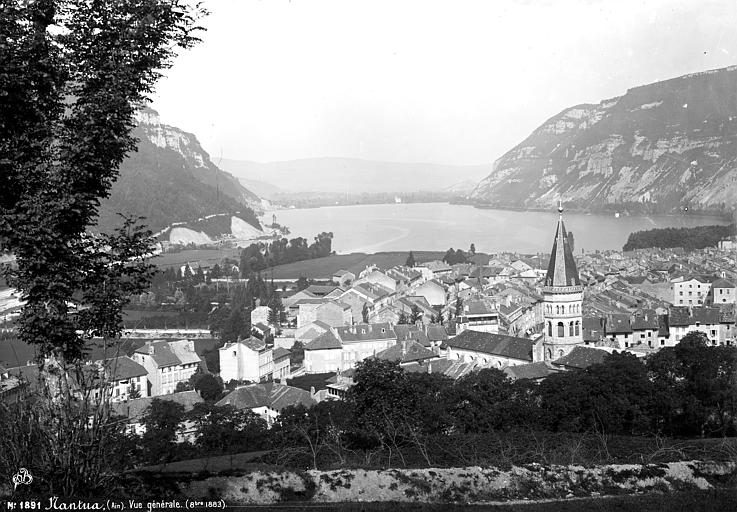
20世纪初的楠蒂阿

楠蒂阿的城市起源与圣人马斯特里赫特的阿芒有关，公元七世纪时，在法兰克国王希尔德里克一世的允许下，阿芒在汝拉山南侧地区传教，并在楠蒂阿湖畔修建了一处修道院。勃艮第行政官厄尼乌斯·穆莫卢斯则认为阿芒威胁了他在这一地区的统治地位，并派四名杀手企图杀害阿芒。阴谋暴露后，四名杀手希望获得阿芒的谅解，阿芒便在此修建了一处修道院，四名杀手成为了首批道士。中世纪时，楠蒂阿因修道院活动而聚集了人口，城市得到发展。法国大革命后，楠蒂阿成为安省的一个市镇，并在1790至1795年间成为该省的一个地区行署，后改建为副省会。工业革命期间，途径楠蒂阿的布雷斯地区布尔格－贝勒加德铁路建成通车。楠蒂阿在第二次世界大战期间出现了多个抵抗运动组织，纳粹德军于1943年12月14日逮捕了当地150名抵抗运动成员并进行流放，战后，楠蒂阿获得了法国政府颁布的战争勋章。楠蒂阿火车站于1990年关闭。2002至2013年间，楠蒂阿曾为楠蒂阿湖市镇公共社区的驻地。

## 地理

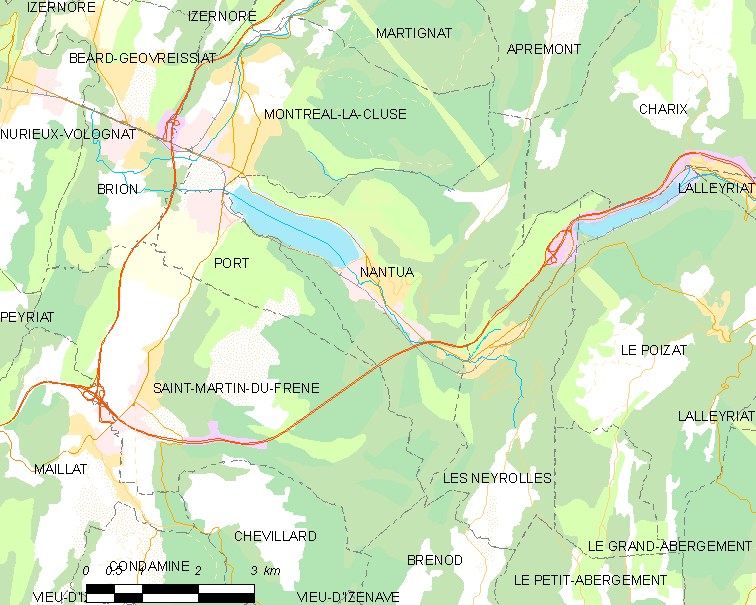
楠蒂阿市镇范围地图

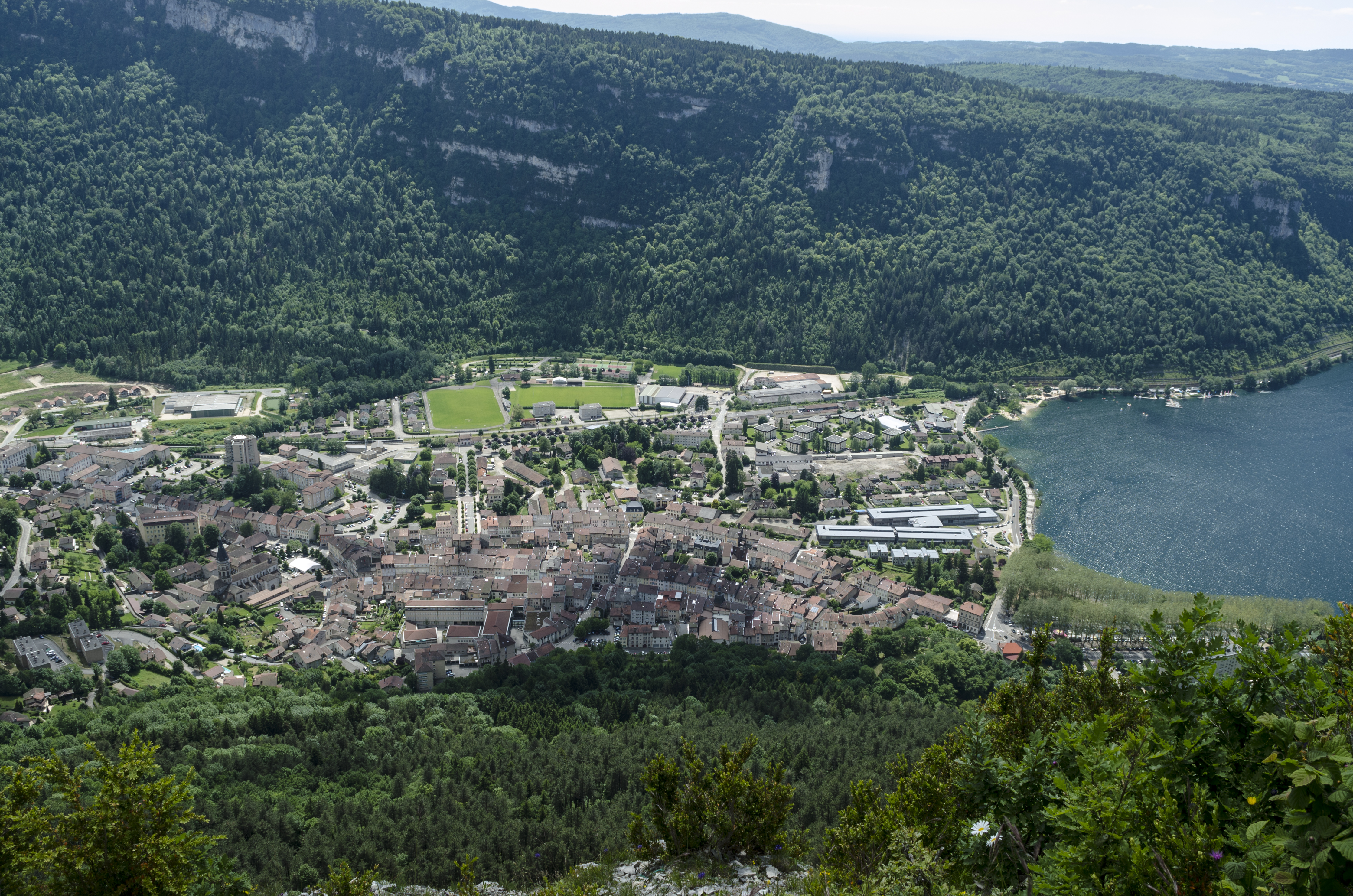
鸟瞰楠蒂阿市区

楠蒂阿位于法国东部，奥弗涅-罗讷-阿尔卑斯大区东部和安省中北部，距离省会布雷斯地区布尔格大约42公里。与楠蒂阿接壤的市镇包括：阿普勒蒙、沙里、蒙雷阿勒拉克吕斯、莱内罗勒、波尔、圣马丹迪弗雷讷。

### 地形
楠蒂阿位于汝拉山南部腹地的一处山谷之中，境内以山地和冲积平原为主，市镇中心地势较为平坦，四周为高耸的山脉，全境海拔在427到1125米之间。

### 水文
楠蒂阿位于罗讷河流域范围内，以“楠蒂阿”命名的湖泊位于楠蒂阿市区西侧，该湖为冰川侵蚀运动后形成的天然高山湖泊。

### 植被
楠蒂阿属于温带阔叶混交林区，部分高海拔地区有针叶林分布，林地广泛分布于市区四周的山地地区以及楠蒂阿湖畔，市中心的多媒体中心公园（Parc de la Médiathèque）是当地主要的城市绿地。
在鲜花城市的评比中，楠蒂阿被评为1星级鲜花城市。

### 气候
楠蒂阿在柯本气候分类法中属于带有地中海气候特征的山地气候，因地形原因，楠蒂阿年均降水量可接近1,900毫米，是法国本土降水量最多的地区。
距离楠蒂阿最近的常年气象站位于拉莱里亚境内，以下为该气象站的数据（其中日照数据取自圣艾蒂安迪布瓦）：
| 拉莱里亚 1973–2020年 | 拉莱里亚 1973–2020年 | 拉莱里亚 1973–2020年 | 拉莱里亚 1973–2020年 | 拉莱里亚 1973–2020年 | 拉莱里亚 1973–2020年 | 拉莱里亚 1973–2020年 | 拉莱里亚 1973–2020年 | 拉莱里亚 1973–2020年 | 拉莱里亚 1973–2020年 | 拉莱里亚 1973–2020年 | 拉莱里亚 1973–2020年 | 拉莱里亚 1973–2020年 | 拉莱里亚 1973–2020年 |
| 月份                 | 1月                  | 2月                  | 3月                  | 4月                  | 5月                  | 6月                  | 7月                  | 8月                  | 9月                  | 10月                 | 11月                 | 12月                 | 全年                 |
| -------------------- | -------------------- | -------------------- | -------------------- | -------------------- | -------------------- | -------------------- | -------------------- | -------------------- | -------------------- | -------------------- | -------------------- | -------------------- | -------------------- |
| 历史最高温 °C（°F）  | 13.5 (56.3)          | 19 (66)              | 23 (73)              | 23 (73)              | 26 (79)              | 30 (86)              | 37.5 (99.5)          | 32 (90)              | 30 (86)              | 24.9 (76.8)          | 21 (70)              | 19.5 (67.1)          | 37.5 (99.5)          |
| 平均高温 °C（°F）    | 2.9 (37.2)           | 4.2 (39.6)           | 7.9 (46.2)           | 11 (52)              | 15.8 (60.4)          | 19.3 (66.7)          | 23.2 (73.8)          | 22.6 (72.7)          | 18 (64)              | 12.9 (55.2)          | 7 (45)               | 3.7 (38.7)           | 12.4 (54.3)          |
| 日均气温 °C（°F）    | 0 (32)               | 0.8 (33.4)           | 4 (39)               | 6.6 (43.9)           | 11 (52)              | 14.4 (57.9)          | 17.6 (63.7)          | 17.2 (63.0)          | 13.3 (55.9)          | 9.2 (48.6)           | 3.8 (38.8)           | 0.9 (33.6)           | 8.2 (46.8)           |
| 平均低温 °C（°F）    | −3 (27)              | −2.6 (27.3)          | 0 (32)               | 2.3 (36.1)           | 6.3 (43.3)           | 9.5 (49.1)           | 12.1 (53.8)          | 11.8 (53.2)          | 8.7 (47.7)           | 5.4 (41.7)           | 0.7 (33.3)           | −1.8 (28.8)          | 4.1 (39.4)           |
| 历史最低温 °C（°F）  | −22.5 (−8.5)         | −18 (0)              | −12 (10)             | −8 (18)              | −3 (27)              | 0.5 (32.9)           | 3 (37)               | 2 (36)               | 0 (32)               | −6 (21)              | −14 (7)              | −14.5 (5.9)          | −22.5 (−8.5)         |
| 平均降水量 mm（）    | 167.6 (6.60)         | 150.8 (5.94)         | 132.9 (5.23)         | 131.5 (5.18)         | 149.3 (5.88)         | 125.4 (4.94)         | 111.9 (4.41)         | 114.8 (4.52)         | 135.3 (5.33)         | 166.6 (6.56)         | 174.3 (6.86)         | 192.1 (7.56)         | 1,752.5 (69.00)      |
| 月均日照時數         | 44.6                 | 72.6                 | 120.4                | 179.3                | 181.3                | 228                  | 249.3                | 195.7                | 155.8                | 112                  | 48.5                 | 31.5                 | 1,619                |
| 来源：infoclimat.fr  |                      |                      |                      |                      |                      |                      |                      |                      |                      |                      |                      |                      |                      |

## 行政区划
楠蒂阿的市镇编号为01269，邮政编号为01130。
在行政管理方面，楠蒂阿隶属于法国奥弗涅-罗讷-阿尔卑斯大区安省楠蒂阿区；在地方选举方面，楠蒂阿是楠蒂阿县的中央投票站所在地，其市镇范围全境被划入安省第五选区；在社会管理方面，楠蒂阿是上比热城市圈公共社区的办公驻地。
法国国家统计与经济研究所（简称）在进行数据统计时，将楠蒂阿及相邻的另外一个市镇设为楠蒂阿城市核心区（Unité urbaine de Nantua）以及楠蒂阿城市区（Aire urbaine de Nantua）。自2020年起，楠蒂阿城市区被撤销，楠蒂阿未被划入任何城市辐射区内。此外，还将楠蒂阿市镇整体看作一个“块区”（IRIS），以便于统计人口分布情况。

## 交通

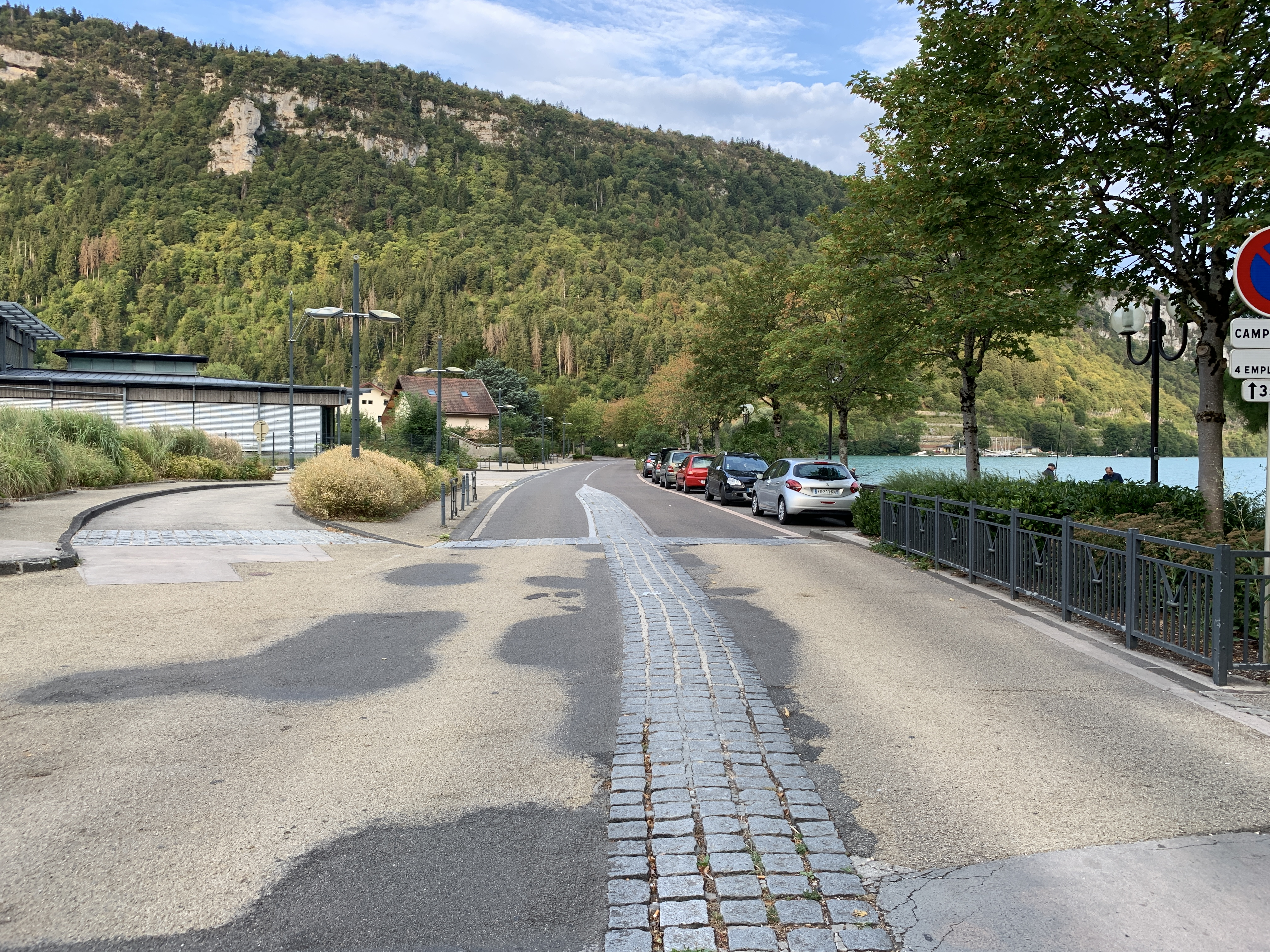
楠蒂阿湖滨的一条道路

### 公路
安省省道D74线和D1084线在楠蒂阿境内交汇。奥弗涅-罗讷-阿尔卑斯大区下属的城际客运提供巴士线路，可前往昂贝略昂比热。
| 9 | 4.7 |

| 布雷斯地区布尔格 | 42 |

| 奥约纳 | 16 |

| 瓦尔瑟罗讷 | 27 |

2019年，62.2%的楠蒂阿家庭拥有至少一辆私人汽车。2019年，楠蒂阿境内共发生各类交通事故1起，造成3人重伤。

### 铁路
楠蒂阿位于布雷斯地区布尔格－贝勒加德铁路上，该铁路楠蒂阿附近的路段仅开行连接巴黎和日内瓦之间的TGV Lyria高速列车。
楠蒂阿火车站已于1990年关闭，距离楠蒂阿最近的运营中的客运铁路车站为5公里外的布里永-蒙雷阿勒拉克吕斯站，该站停靠往返于布雷斯地区布尔格和奥约纳一线的区域列车。

### 航空
距离楠蒂阿最近的民用航空站为日内瓦国际机场，距离楠蒂阿市中心的公路里程约68公里。

### 城市公共交通
截至2022年10月，楠蒂阿暂无城市公共交通系统。

## 政治

### 市政内阁

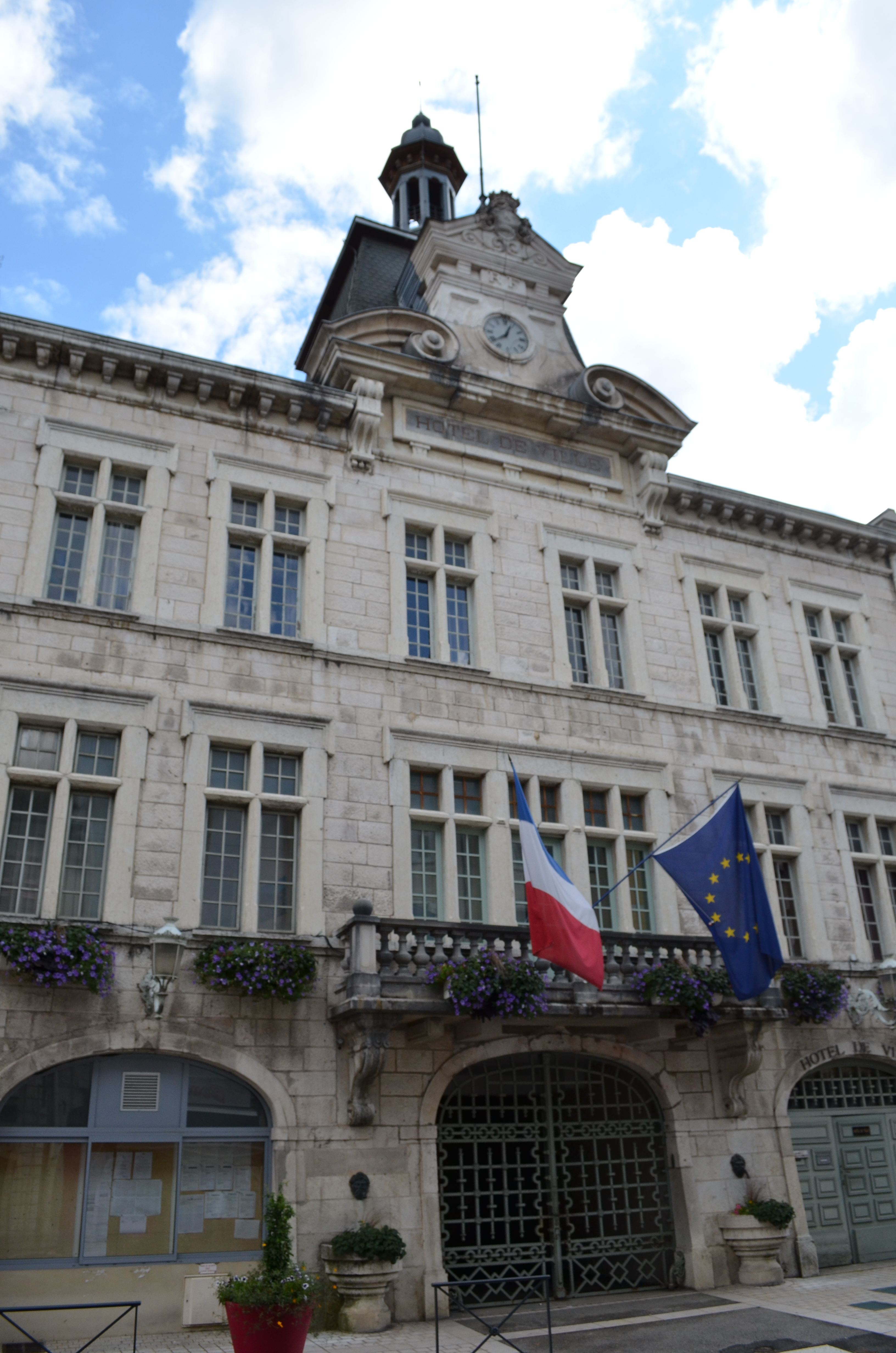
楠蒂阿市政厅

楠蒂阿的现任市长为让-帕斯卡·托马塞先生（Jean-Pascal THOMASSET），他是一名右翼无党派人士，在2020年的市政选举中获得了74.87%的支持率。
| 楠蒂阿历届市长 | 楠蒂阿历届市长                             | 楠蒂阿历届市长    |
| 任期           | 市长                                       | 党派              |
| -------------- | ------------------------------------------ | ----------------- |
| 1947年－1953年 | Marius MUGNIER 马里尤斯·米尼耶             | 不详              |
| 1953年－1967年 | Claudius PIRON 克洛迪尤斯·皮龙             | RAD激进党         |
| 1967年－1971年 | Louis CHARBONNEYRIAT 路易·沙尔博内里亚     | 不详              |
| 1971年－1975年 | Simon PERNOD 西蒙·佩尔诺                   | UDF法国民主联盟   |
| 1975年－1985年 | Louis SEIGNE-MARTIN 路易·塞涅-马丁         | 不详              |
| 1985年－1999年 | Henri GORJU 亨利·戈尔瑞                    | UDF法国民主联盟   |
| 1999年－2008年 | Gérard MAILLE 热拉尔·马耶                  | DVD右翼无党派人士 |
| 2008年－2020年 | Jean-Pierre CARMINATI 让-皮埃尔·卡尔米纳蒂 | DVD右翼无党派人士 |
| 2020年－       | Jean-Pascal THOMASSET 让-帕斯卡·托马塞     | DVD右翼无党派人士 |

### 各级选举
| 楠蒂阿历届投票选举结果 | 楠蒂阿历届投票选举结果 | 楠蒂阿历届投票选举结果 | 楠蒂阿历届投票选举结果 | 楠蒂阿历届投票选举结果    | 楠蒂阿历届投票选举结果 | 楠蒂阿历届投票选举结果 | 楠蒂阿历届投票选举结果    | 楠蒂阿历届投票选举结果 | 楠蒂阿历届投票选举结果 |
| 选举项目               | 选举范围               | 选区单位               | 选区单位内的选举结果   | 选区单位内的选举结果      | 选区单位内的选举结果   | 选区单位内的选举结果   | 选区单位内的选举结果      | 选区单位内的选举结果   | 参考资料               |
| 选举项目               | 选举范围               | 选区单位               | 第一轮胜出者           | 第一轮胜出者              | 支持率                 | 第二轮胜出者           | 第二轮胜出者              | 支持率                 | 参考资料               |
| ---------------------- | ---------------------- | ---------------------- | ---------------------- | ------------------------- | ---------------------- | ---------------------- | ------------------------- | ---------------------- | ---------------------- |
| 2017年法國總統選舉     | 法國                   | 市镇                   |                        | 玛丽娜·勒庞               | 25.02%                 |                        | 埃马纽埃尔·马克龙         | 62.76%                 | [ 24 ]                 |
| 2017年法国立法选举     | 安省第五选区           | 市镇                   |                        | 达米安·阿巴德             | 36.61%                 |                        | 达米安·阿巴德             | 67.27%                 | [ 24 ]                 |
| 2019年欧洲议会选举     | 法國                   | 市镇                   |                        | 若尔当·巴尔代拉           | 27.7%                  | （不适用）             | （不适用）                | （不适用）             | [ 26 ]                 |
| 2021年法国省级选举     | 安省                   | 县                     |                        | 让·德盖里 南塔莎·洛里拉尔 | 79.33%                 |                        | 让·德盖里 南塔莎·洛里拉尔 | 80.46%                 | [ 27 ]                 |
| 2021年法国省级选举     | 安省                   | 市镇                   |                        | 让·德盖里 南塔莎·洛里拉尔 | 74.56%                 |                        | 让·德盖里 南塔莎·洛里拉尔 | 75.53%                 | [ 27 ]                 |
| 2021年法国大区选举     |                        | 市镇                   |                        | 洛朗·沃基耶               | 47.81%                 |                        | 洛朗·沃基耶               | 57.02%                 | [ 28 ]                 |
| 2022年法国总统选举     | 法國                   | 市镇                   |                        | 玛丽娜·勒庞               | 24.77%                 |                        | 埃马纽埃尔·马克龙         | 56.58%                 | [ 24 ]                 |
| 2022年法国立法选举     | 安省第五选区           | 市镇                   |                        | 达米安·阿巴德             | 32.61%                 |                        | 达米安·阿巴德             | 59.25%                 | [ 24 ]                 |

## 人口
2019年，楠蒂阿市镇人口数量为3,454，在法国排名第3,212位。其中男性1,696人，女性1,758人，75岁及以上人口占8.0%，外籍人口数量为656人，人口密度为270人/平方公里，当地居民被称为（男性）或（女性）。2020年，楠蒂阿境内出生47人，死亡人口66人。
| 楠蒂阿1901年－2019年人口变化情况 |
|                                  |
| 数据来源：Cassini、INSEE         |

## 经济
楠蒂阿是一个区域性的中心城市。截止2022年10月，楠蒂阿市镇范围内共有各类用人单位（包含自雇）446家，平均历史为19年，其中99.6%为中小型企业（PME），2022年8月至10月间，当地的经济活力指数为0.45%。（城际公路货运）、（包装箱生产）及（汽车电子配件生产）是当地2021年营业额最高的三个企业，分别为18,170,180欧元、11,321,850欧元和8,693,314欧元。

## 财政与居民收入
2020年，楠蒂阿的财政收入总额为3,867,560欧元，财政支出总额为3,597,110欧元，当年的债务总额为2,284,870欧元。2021年，楠蒂阿市镇共获得431,112欧元的国家财政补助，比上一年减少了3.14%。
2020年，楠蒂阿的人均月收入总额为1,963欧元，其中高级职员为3,717欧元，低于法国平均水平（4,230欧元）；中级职员为2,222欧元，低于法国平均水平（2,411欧元）；普通职员为1,725欧元，亦低于法国平均水平（1,740欧元）。
2019年，楠蒂阿境内的青壮年（15至64岁）失业率为14.8%，当地40.7%的家庭拥有纳税资格，平均纳税2,187欧元，低于法国平均水平（3,910欧元）。

## 社会事务

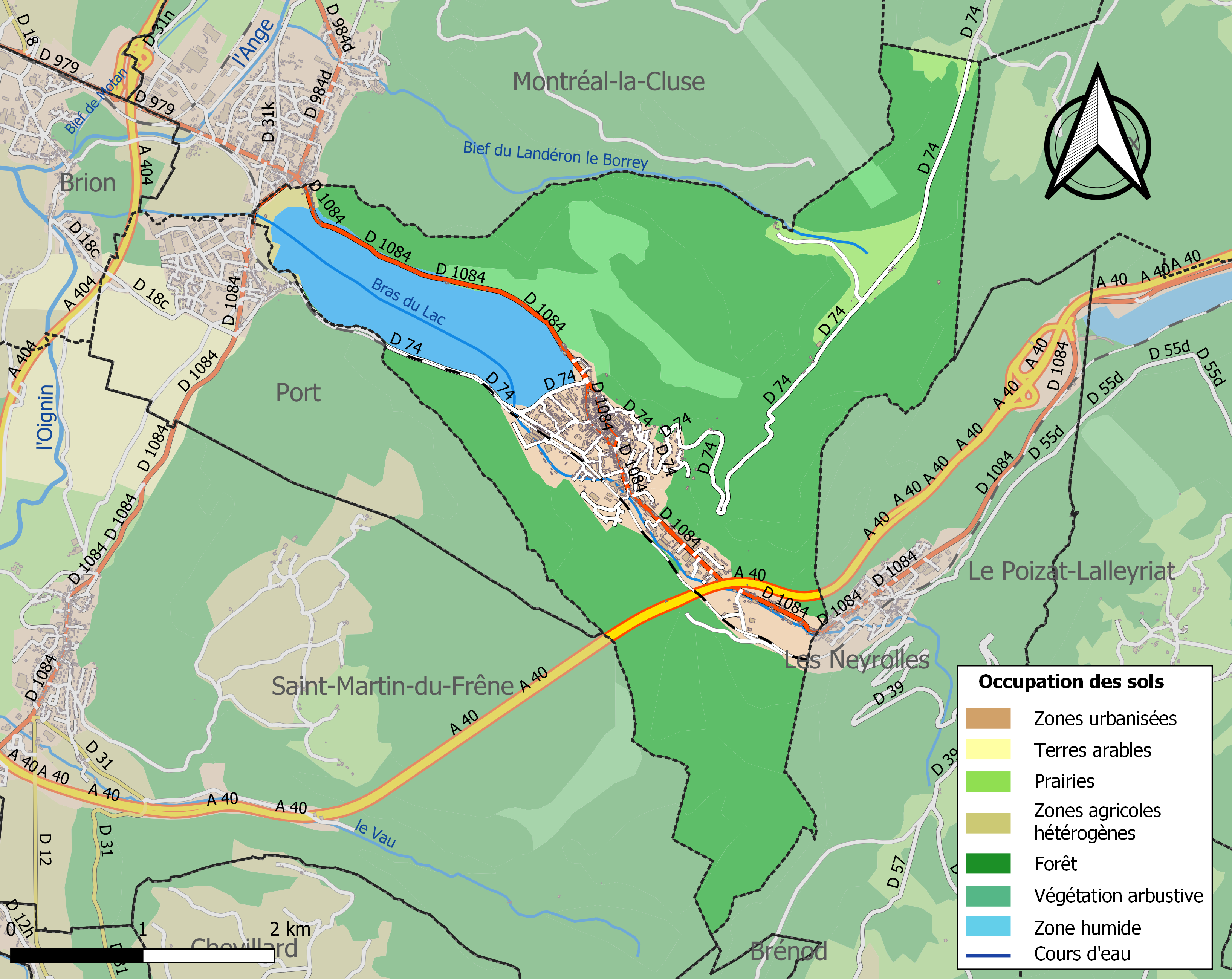
楠蒂阿土地利用情况地图

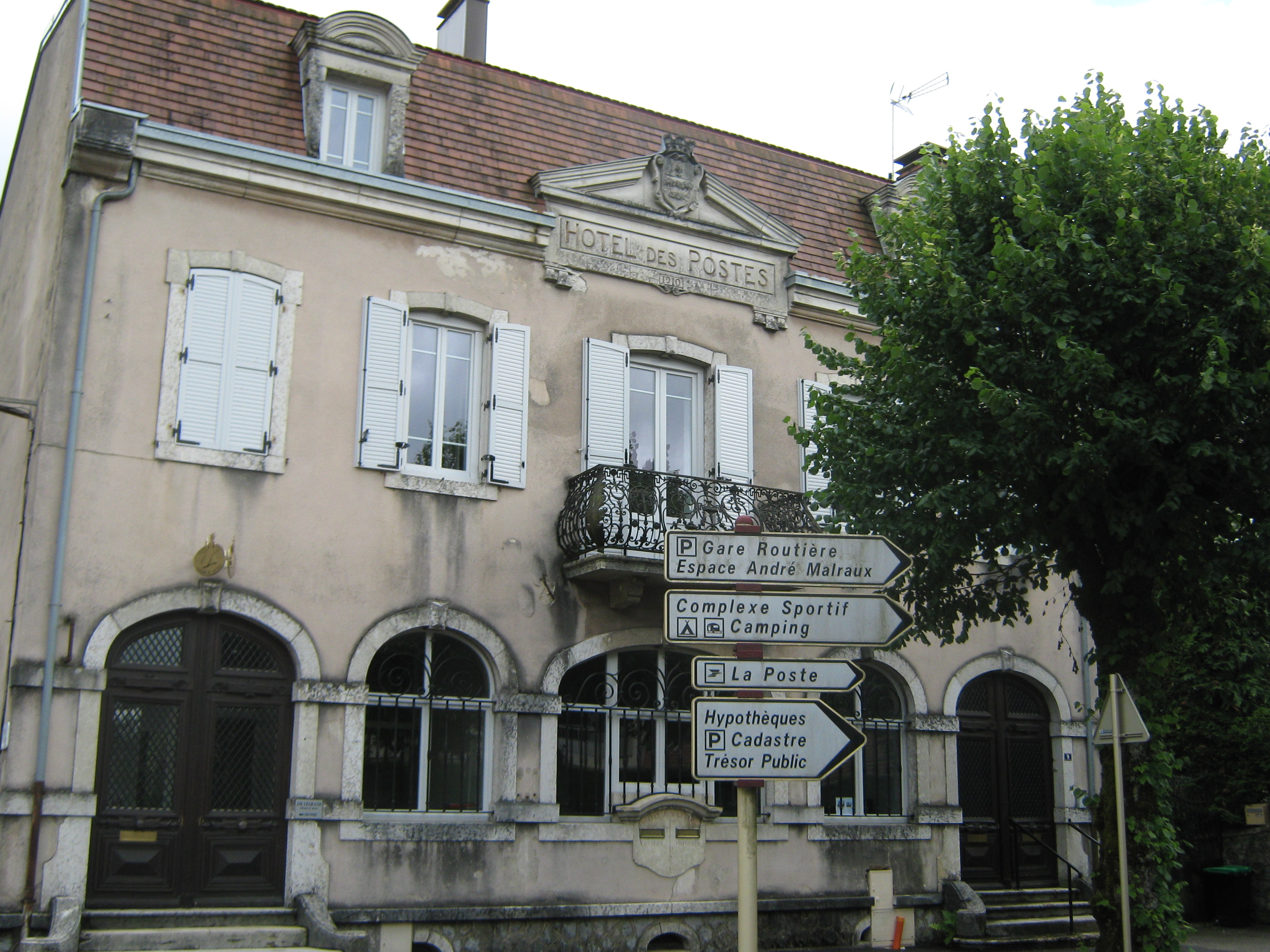
楠蒂阿邮政大楼

### 教育
楠蒂阿属于里昂学区。截止2021年1月1日，楠蒂阿境内共有1所幼儿园、2所小学、1所初级中学、1所普通高中和1所农业高中。2018至2019学年度，楠蒂阿境内共有在校中等教育阶段学生829名。

### 医疗
截止2021年1月1日，楠蒂阿境内共有全科医生3名、保健师1名、牙医3名和护士5名。境内共有药房2家。
距离楠蒂阿最近的区域性医疗机构为“上比热中心医院”（Centre hospitalier du Haut Bugey），其主病区位于奥约纳，距离楠蒂阿市区的正常车程大约20分钟，该院设有床位155个，是当地规模最大的公立综合性医院。

### 住房
2019年，楠蒂阿境内共有各类住房2,012套，其中19.8%为独立式居民区，80.0%为集中式居民区。常住房屋占楠蒂阿市镇范围内居民建筑总量的74.6%。
在住房保障政策方面，2021年，楠蒂阿境内共有456户家庭获得了住房经济补助，受益人数占总人口数量的13.2%，其中444份为房租补助。

### 商业
2021年，楠蒂阿境内共有各类实体商铺73家，其中餐厅13家、大型超市1家、杂货店5家、面包房2家、肉铺1家、银行门店3家、美容美发店6家、汽车维修店2家。市区南部建有一家Lidl购物超市。

### 体育
2021年，楠蒂阿境内共有1间体育馆、1座综合体育场、5处网球场、1处马术场以及1处足球或橄榄球场。
截至2022年10月，楠蒂阿人足球体育联盟（Union Sportive Nantuatienne de Football，编号527613）是楠蒂阿境内唯一的一家注册足球俱乐部。该足球队成立于1907年，其主队2022至2023赛季参加安省足球联赛乙组（法国第十级别），其主场为市政球场（Stade Municipal）。

### 环境
楠蒂阿的环境事务由其所属的上比热城市圈公共社区联合各级政府协调负责。2021年，楠蒂阿境内暂无污染企业。

### 治安
2021年，楠蒂阿市镇范围内有1处宪兵队。
楠蒂阿及其附近的共65个市镇是热克斯国家宪兵队（zone gendarmerie de Gex）的管辖范围。2020年，该宪兵队累计记录各类案件5,112起，其中盗窃类案件2,874起，经济类案件824起，毒品交易类案件229起。

## 文化
2021年，楠蒂阿境内共有1家电影院和1家博物馆。楠蒂阿市政府提供多媒体中心，每周二、三、五、六向公众开放。

### 建筑
楠蒂阿境内有多处历史建筑，其中圣米歇尔教堂是法国国家文物保护单位，1996年建成的楠蒂阿高架桥则是当地的地标性建筑物。

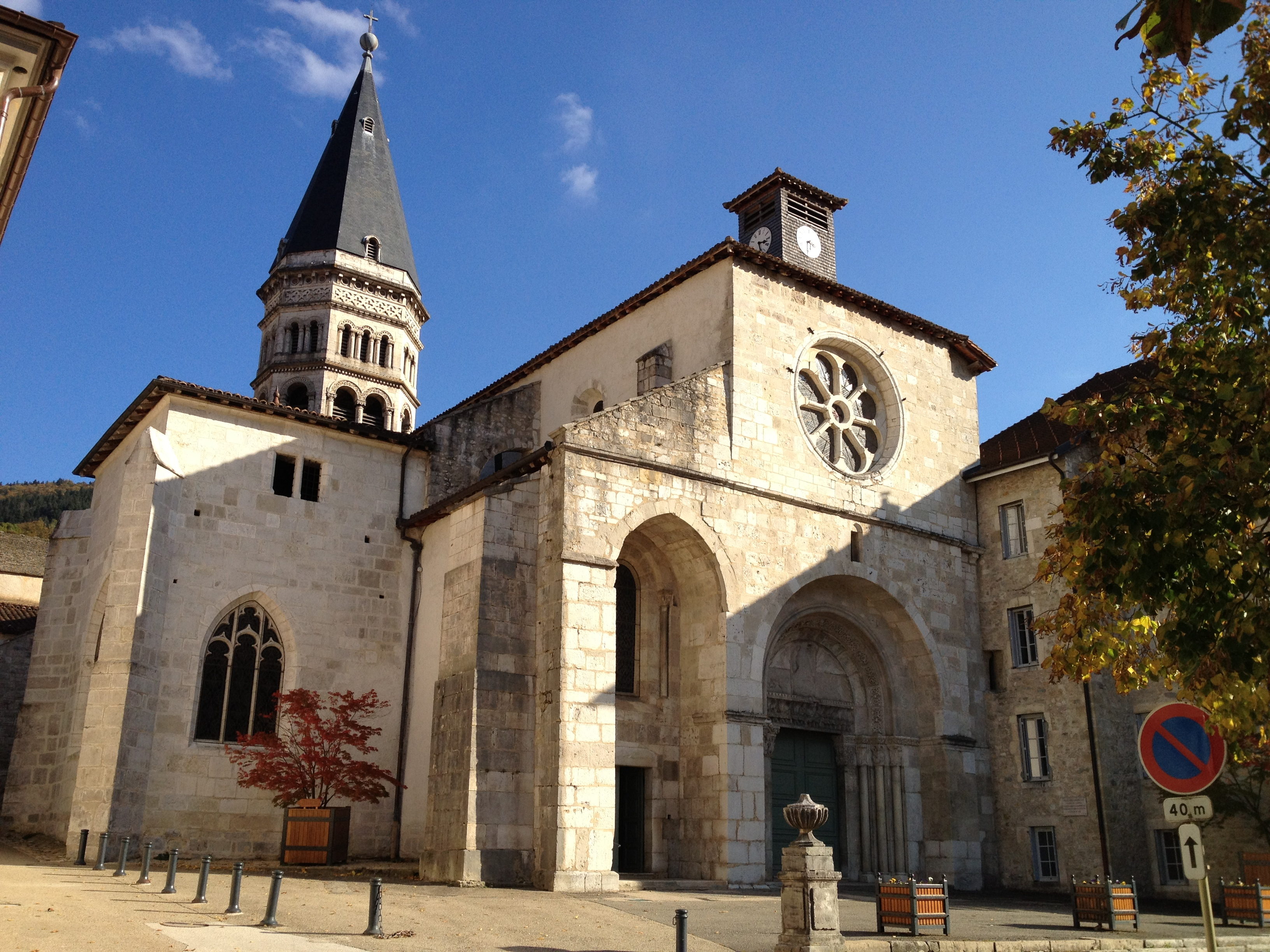
圣米歇尔教堂（法语：Église Saint-Michel de Nantua）
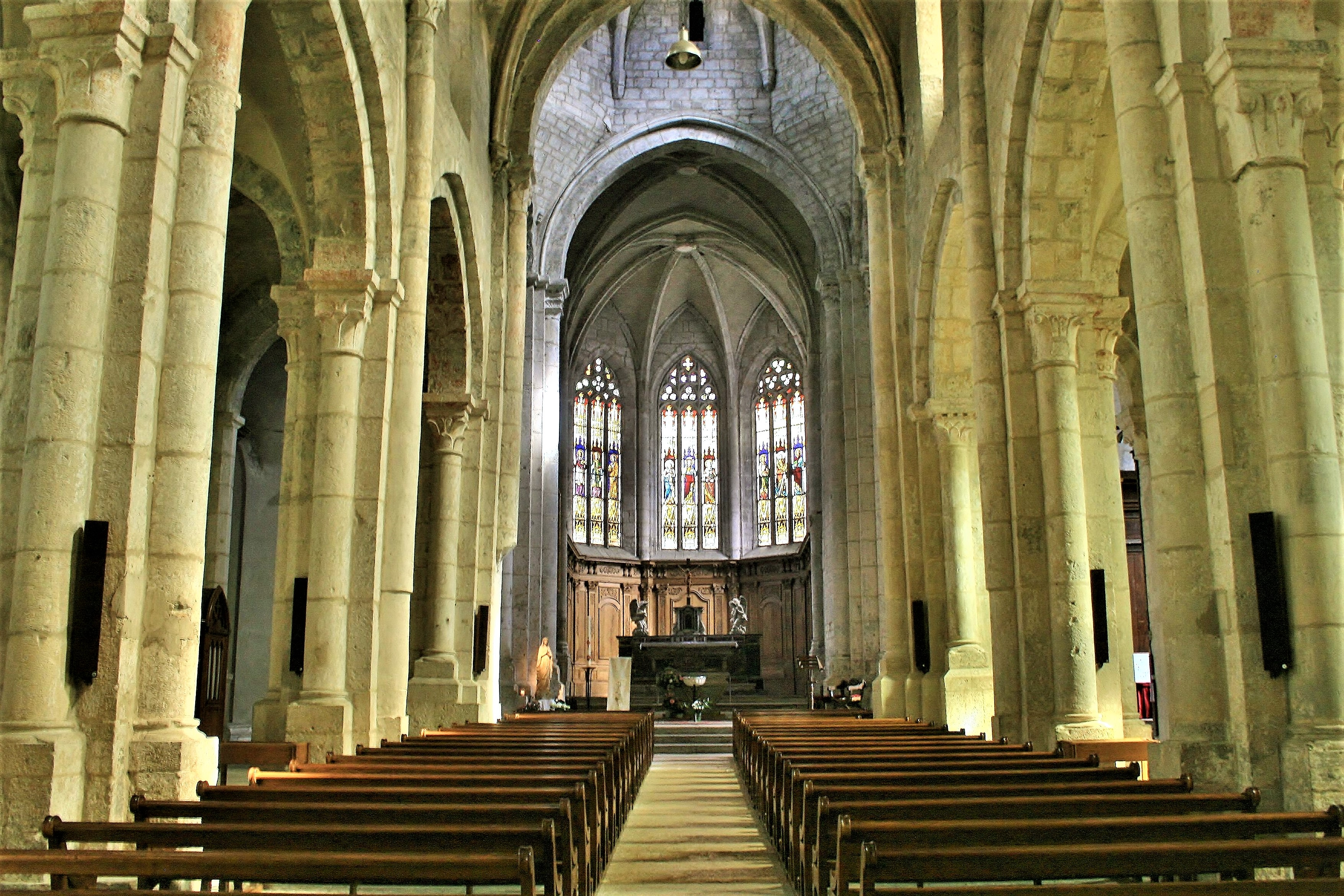
教堂大厅
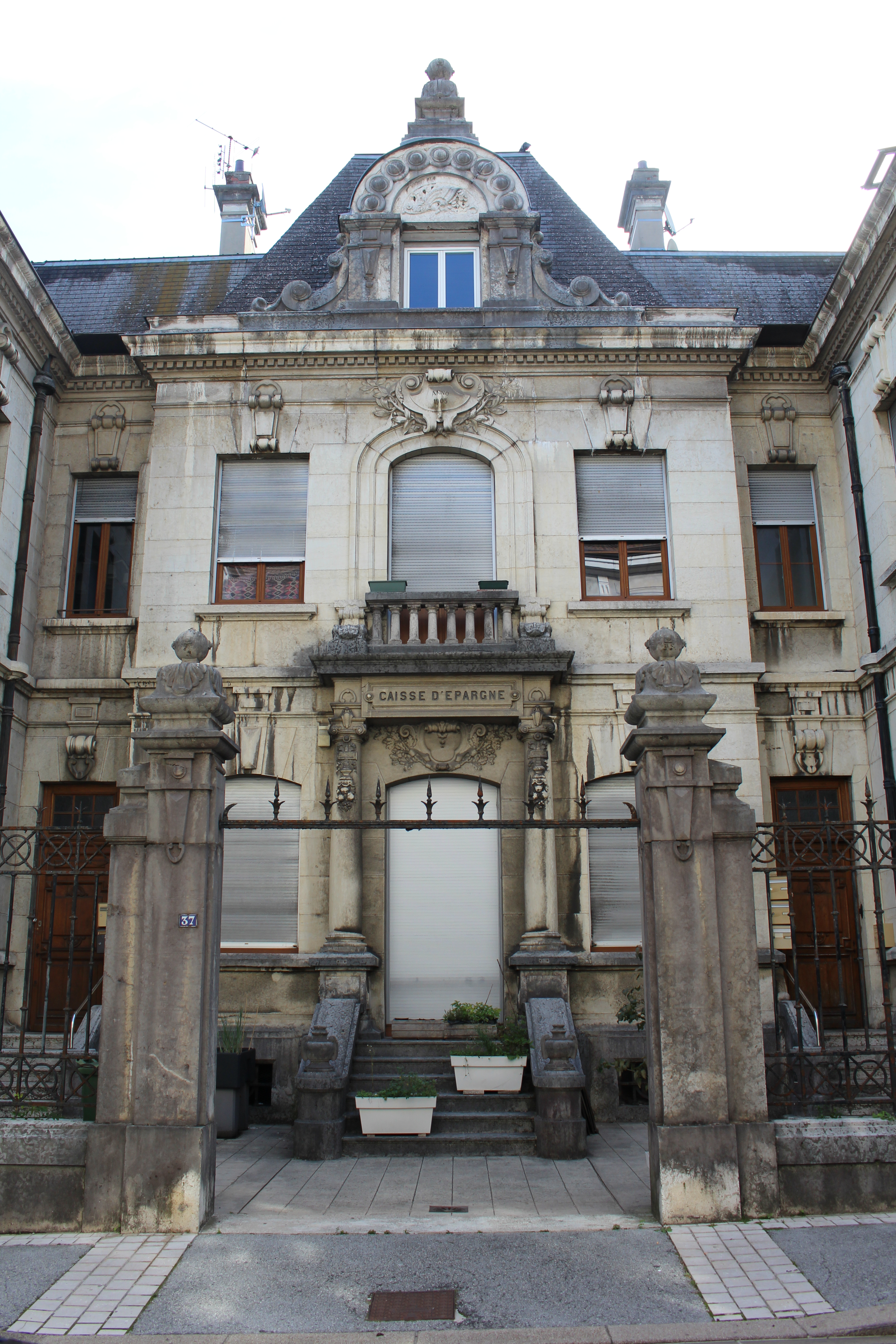
储蓄银行旧址
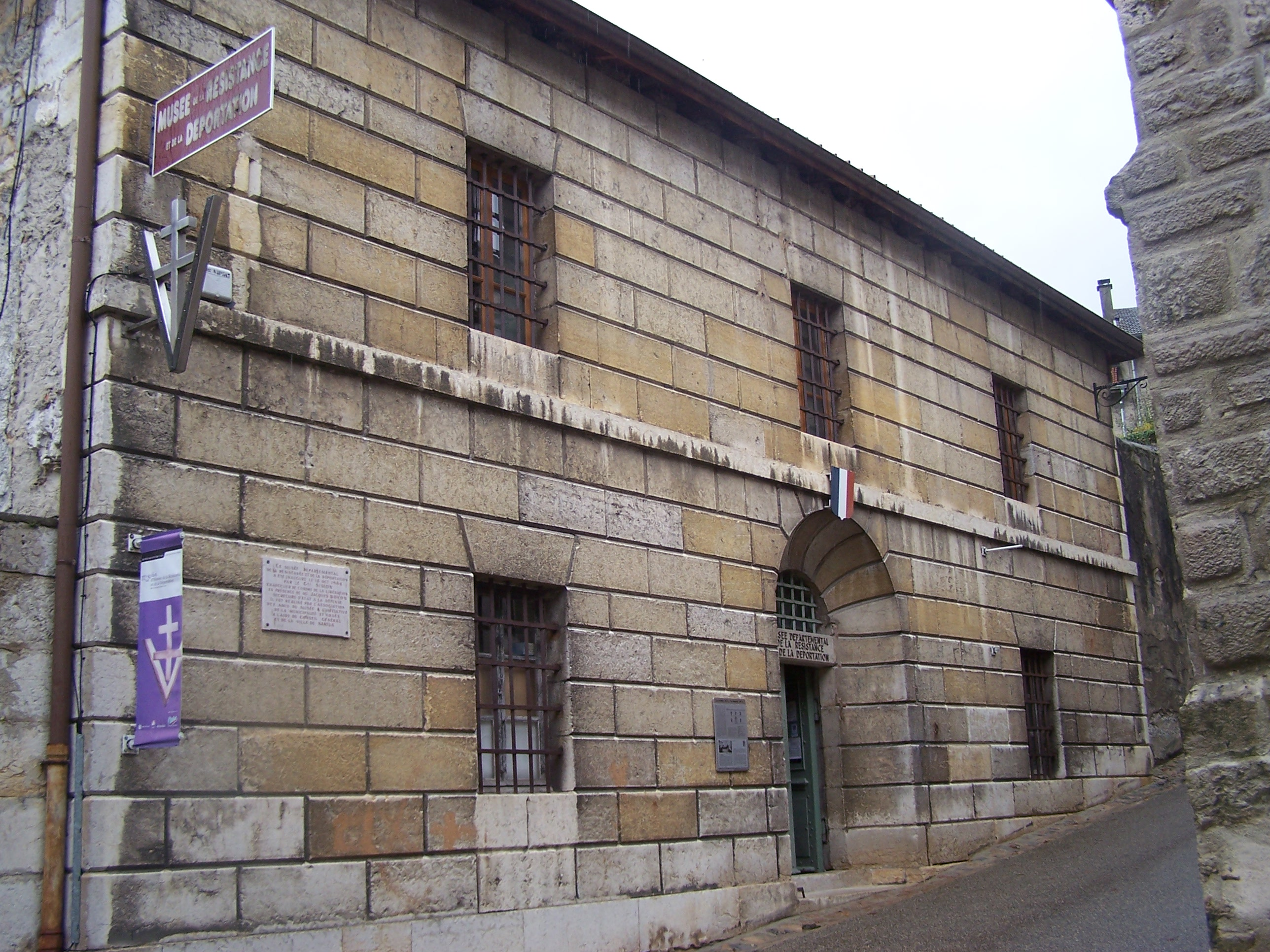
抵抗运动博物馆（法语：Musée départemental d'Histoire de la Résistance et de la Déportation de l'Ain et du Haut-Jura）
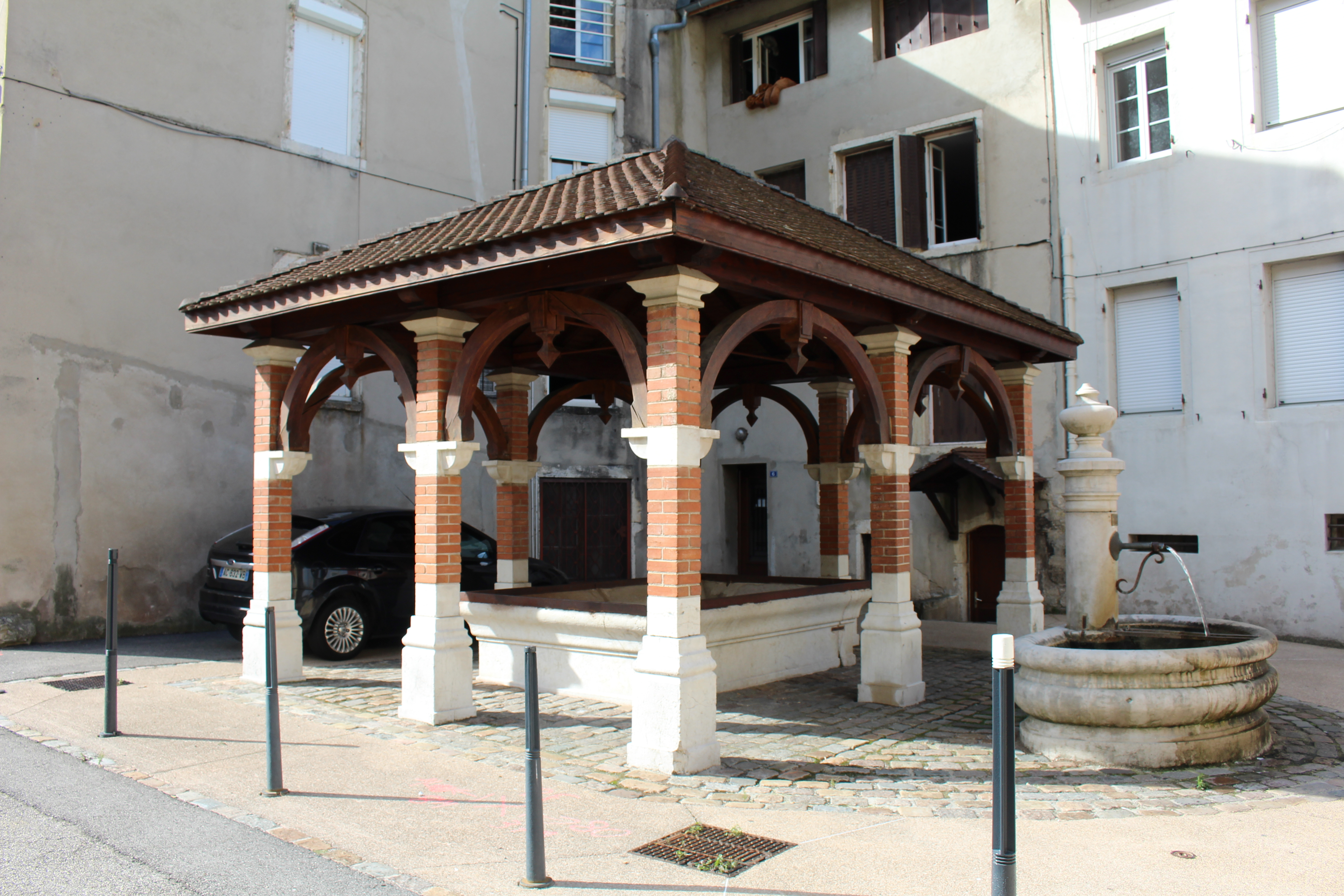
浣洗池
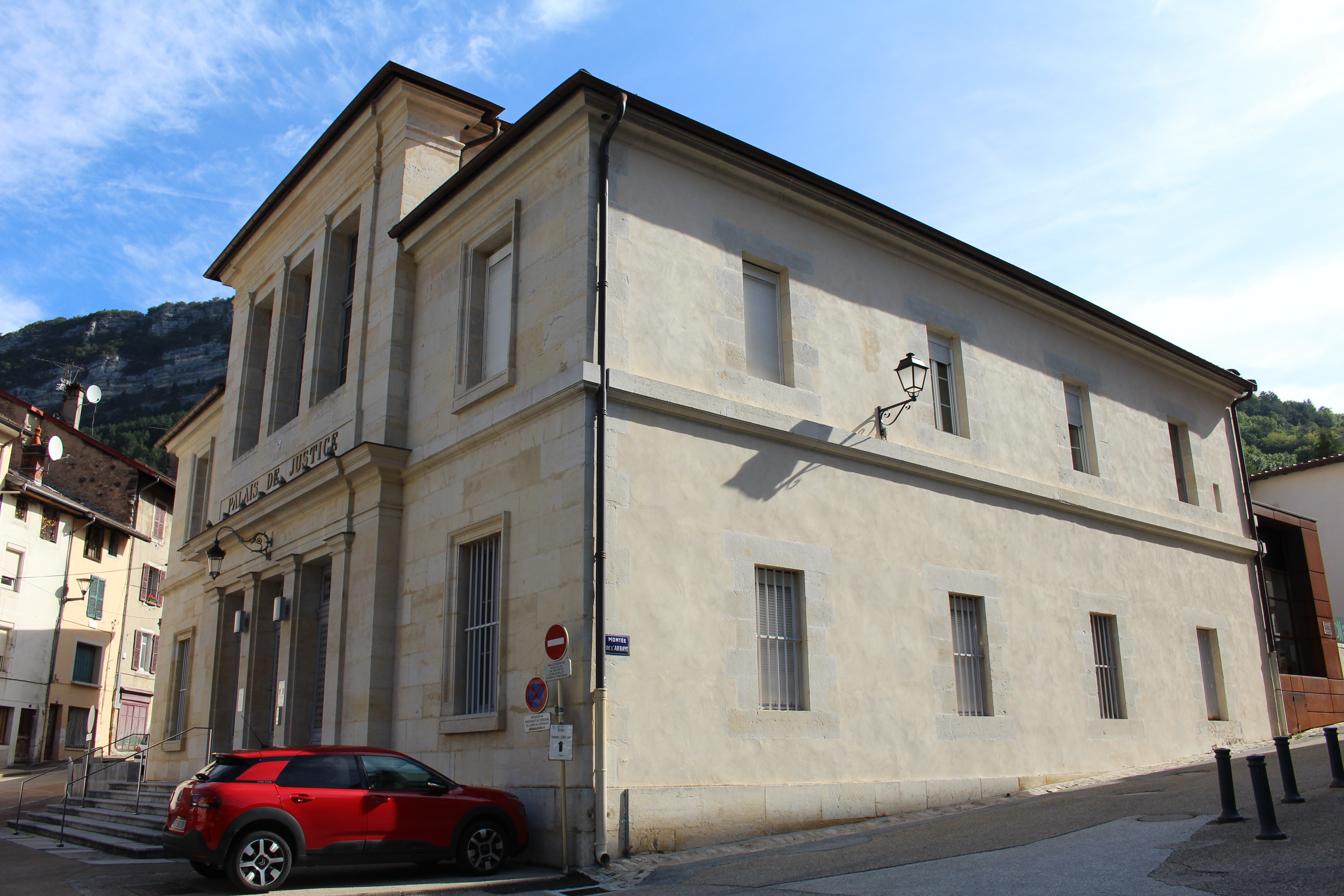
司法宫
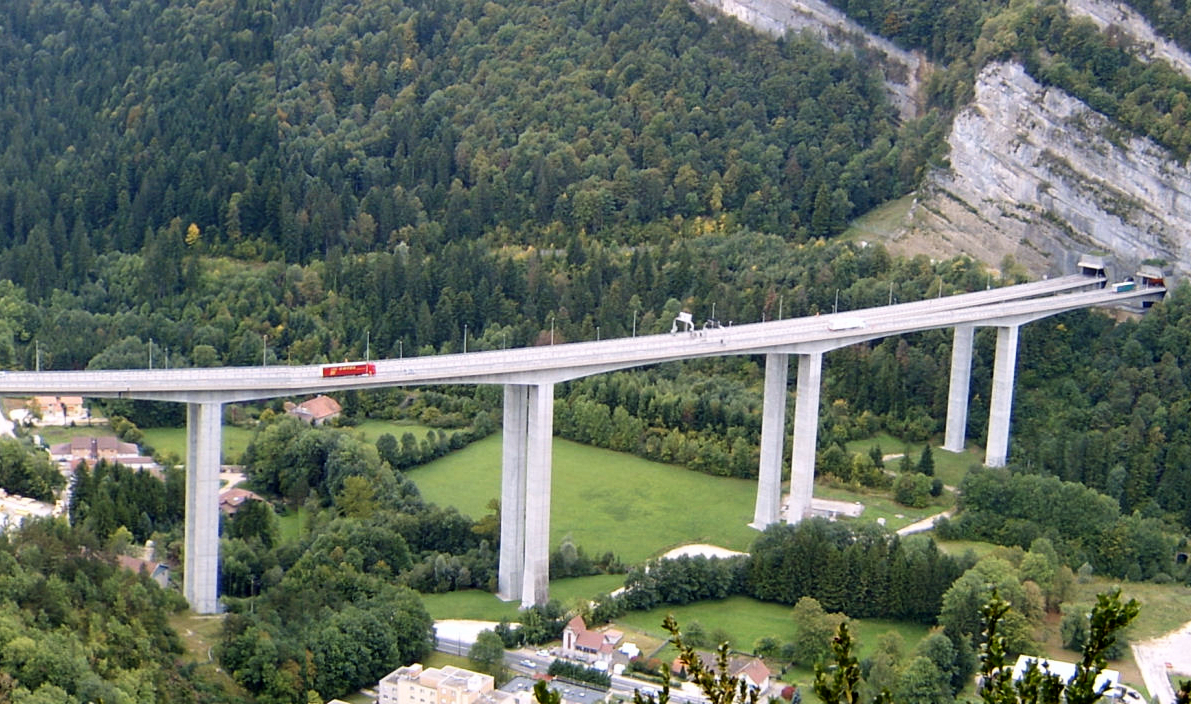
楠蒂阿高架桥（法语：Viaduc de Nantua）

### 旅游
楠蒂阿的旅游事务由其所属的上比热城市圈公共社区负责。2022年，楠蒂阿境内共有1家酒店共计49间房间；另有1个露营地，可容纳共46辆露营车。

### 媒体
法国主要的媒体均可在楠蒂阿接收，法国电视三台下属的奥弗涅-罗讷-阿尔卑斯大区频道在部分时段播出楠蒂阿所属区域的地方新闻。《安省之声》、《进步报》、Scoop广播、蓝色法兰西萨瓦地区广播等是当地主要的地方性媒体。

## 相关人物
法国政治家皮埃尔·博丹、歌手让-路易·奥贝尔、女子冬季两项运动员科琳娜·尼奥格雷、足球运动员达维德·埃勒布伊克和泽维尔·托马出生于楠蒂阿。

## 友好城市
截至2022年10月，楠蒂阿共与一座城市互为友好城市关系：
- 義大利 布伦比拉